# Qualifications à la Coupe d'Afrique des nations de football 2012, groupe F
Le groupe F des qualifications à la Coupe d'Afrique des nations de football 2012 est une compétition qualificative pour la phase finale de la Coupe d'Afrique des nations de football 2012, qui se déroule en janvier et février 2012 en Gabon et en Guinée équatoriale.

## Classement
L'équipe de Mauritanie de football déclare forfait avant le début des qualifications. Le groupe se réduit donc à trois équipes.
| Rang | Équipe       | Pts | J | G | N | P | Bp | Bc | Diff |  | Résultats (▼ dom., ► ext.) |     |     |     |
| ---- | ------------ | --- | - | - | - | - | -- | -- | ---- |  | -------------------------- | --- | --- | --- |
| 1    | Burkina Faso | 10  | 4 | 3 | 1 | 0 | 12 | 3  | +9   |  | Burkina Faso               |     | 3-1 | 4-0 |
| 2    | Gambie       | 4   | 4 | 1 | 1 | 2 | 5  | 6  | -1   |  | Gambie                     | 1-1 |     | 3-1 |
| 3    | Namibie      | 3   | 4 | 1 | 0 | 3 | 3  | 11 | -8   |  | Namibie                    | 1-4 | 1-0 |     |

## Résultats
| 1re journée                  | Gambie                                 | 3 - 1   | Namibie        | Independence Stadium, Bakau                         |                                                     |
| 4 septembre 2010 16h00 UTC+0 | Nyassi 10e · M.Ceesay 12e · Jallow 34e | (3 - 0) | W.Risser 90+1e | Spectateurs : 25 000 Arbitrage : Mohamed Ragab Omar | Spectateurs : 25 000 Arbitrage : Mohamed Ragab Omar |
| 4 septembre 2010 16h00 UTC+0 | Feuille de match                       |         |                | Spectateurs : 25 000 Arbitrage : Mohamed Ragab Omar | Spectateurs : 25 000 Arbitrage : Mohamed Ragab Omar |

| 2e journée                 | Burkina Faso                         | 3 - 1   | Gambie       | Stade du 4-Août, Ouagadougou |                         |
| 9 octobre 2010 18h00 UTC+0 | Dagano 17e · Balima 58e · Kaboré 68e | (1 - 0) | M.Ceesay 75e | Arbitrage : Samir Osman      | Arbitrage : Samir Osman |
| 9 octobre 2010 18h00 UTC+0 | Feuille de match                     |         |              | Arbitrage : Samir Osman      | Arbitrage : Samir Osman |

| 3e journée               | Burkina Faso                              | 4 - 0   | Namibie | Stade du 4-Août, Ouagadougou                  |                                               |
| 26 mars 2011 18h00 UTC+0 | Al.Traoré 25e 45e 80e · Gariseb 75e (csc) | (1 - 0) |         | Spectateurs : 25 000 Arbitrage : Adam Cordier | Spectateurs : 25 000 Arbitrage : Adam Cordier |
| 26 mars 2011 18h00 UTC+0 | Feuille de match                          |         |         | Spectateurs : 25 000 Arbitrage : Adam Cordier | Spectateurs : 25 000 Arbitrage : Adam Cordier |

| 4e journée              | Namibie          | 1 - 4   | Burkina Faso                                               | Independence Stadium, Windhoek |                          |
| 4 juin 2011 15h00 UTC+1 | Shipahu 85e      | (0 - 2) | Ab.Traoré 12e · Bancé 57e · Al.Traoré 80e · Pitroipa 90+2e | Arbitrage : Jerome Damon       | Arbitrage : Jerome Damon |
| 4 juin 2011 15h00 UTC+1 | Feuille de match |         |                                                            | Arbitrage : Jerome Damon       | Arbitrage : Jerome Damon |

| 5e journée                   | Namibie          | 1 - 0   | Gambie | Independence Stadium, Windhoek |  |
| 2 septembre 2011 15h00 UTC+1 | Shipahu 83e      | (0 - 0) |        |                                |  |
| 2 septembre 2011 15h00 UTC+1 | Feuille de match |         |        |                                |  |

| 6e journée                 | Gambie           | 1 - 1   | Burkina Faso | Independence Stadium, Bakau |                            |
| 7 octobre 2011 16h30 UTC+0 | Danso 60e        | (0 - 0) | Dagano 90e   | Arbitrage : Yosr Saadallah  | Arbitrage : Yosr Saadallah |
| 7 octobre 2011 16h30 UTC+0 | Feuille de match |         |              | Arbitrage : Yosr Saadallah  | Arbitrage : Yosr Saadallah |

## Buteurs
20 buts ont été inscrits en 6 rencontres dans le groupe F.
4 buts
- Alain Traoré

2 buts
- Momodou Ceesay

1 but
- Wilko Risser
- Tangeni Shipahu
- Sainey Nyassi
- Ousman Jallow
- Abdou Razack Traoré
- Aristide Bancé
- Moumouni Dagano
- Jonathan Pitroipa
- Wilfried Benjamin Balima
- Charles Kaboré

But contre son camp
- Richard Gariseb

## Référence
1. ↑  « CAN 2012: forfait de la Mauritanie », sur fr.cafonline.com, Confédération africaine de football, 22 août 2010 (consulté le 22 août 2010).